# Francis Festing
Sir Francis Wogan Festing (Dublino, 28 febbraio 1902 – Hexham, 3 agosto 1976) è stato un generale britannico, feldmaresciallo dell'esercito inglese; era padre di Matthew Festing, 79º Gran Maestro dell'Ordine di Malta dal 2008 al 2017.

## Biografia
Educato al Winchester College, Festing ne uscì assegnato al 3º battaglione Rifle Brigade nel 1921.
Nel 1940 divenne comandante del 2º battaglione East Lancashire Regiment e nel 1942 divenne comandante della 29ª brigata di fanteria che venne impiegata nel Madagascar.
Nel novembre 1942 prese il comando della 36ª Divisione di fanteria durante la campagna della Birmania. Egli divenne quindi comandante delle forze britanniche di stanza a Hong Kong tra il 1945 ed il 1946, e nuovamente dal giugno al settembre del 1949.
Egli divenne comandante generale ufficiale delle truppe britanniche in Egitto nel 1952, comandante generale ufficiale dell'Eastern Command nel 1954 e comandante in capo delle forze armate britanniche di terra nell'Est nel 1956.
Dal 1958 al 1961 fu capo dello stato maggiore imperiale.
Ritiratosi dalla vita militare proprio nel 1961, si dedicò al collezionismo militare, orientandosi soprattutto su armi da fuoco storiche e spade.